# Aloe vallaris
Aloe vallaris é uma espécie de liliopsida do gênero Aloe, pertencente à família Asphodelaceae.